# بصرابالا
بصرابالا، روستایی از توابع بخش لاله‌آباد شهرستان بابل در استان مازندران ایران است.

## جمعیت
این روستا در دهستان کاری‌پی قرار دارد و براساس سرشماری مرکز آمار ایران در سال ۱۳۸۵، جمعیت آن ۴۷۳ نفر (۱۱۹خانوار) بوده‌است.